# 一心乡
一心乡，是中华人民共和国黑龙江省大庆市杜尔伯特蒙古族自治县下辖的一个乡镇级行政单位。

## 行政区划
一心乡下辖以下地区：
一心村、勇敢村、永胜村、民主村、前进村、前锋村、团结村、胜利村、新店林场生活区、靠山种畜场生活区、齐家泡渔业有限公司生活区、第一良种场生活区、一心苗圃生活区和一心果树场生活区。